# Пятое правительство Пуанкаре
Пятое правительство Пуанкаре́ — кабинет министров, правивший Францией с 11 ноября 1928 года по 26 июля 1929 года, в период Третьей французской республики, в следующем составе:
- Раймон Пуанкаре — председатель Совета министров;
- Аристид Бриан — министр иностранных дел;
- Поль Пенлеве — военный министр;
- Андре Тардьё — министр внутренних дел;
- Анри Шерон — министр финансов;
- Луи Люшё — министр труда, гигиены, благотворительности и условий социального обеспечения;
- Луи Барту — министр юстиции;
- Жорж Лейг — морской министр;
- Лоран Эйнак — министр авиации;
- Пьер Марро — министр общественного развития и искусств;
- Луи Антериу — министр пенсий;
- Жан Эннесси — министр сельского хозяйства;
- Андре Мажино — министр колоний;
- Пьер Фаржо — министр общественных работ;
- Жорж Боннефу — министр торговли и промышленности.